# SNF8
SNF8‏ (SNF8, ESCRT-II complex subunit) هوَ بروتين يُشَفر بواسطة جين SNF8 في الإنسان.